# Paavo Yrjölä
Paavo Ilmari Yrjölä (ur. 18 czerwca 1902 w Hämeenkyrö, zm. 11 lutego 1980 tamże) – fiński lekkoatleta, dziesięcioboista. Mistrz olimpijski w dziesięcioboju podczas igrzysk olimpijskich w 1928.
Startował w dziesięcioboju na igrzyskach olimpijskich w 1924 w Paryżu, gdzie zajął 9. miejsce. Na następnych igrzyskach olimpijskich w 1928 w Amsterdamie zdobył w tej konkurencji złoty medal ustanawiając rekord olimpijski. Srebrny medal zdobył jego rodak Akilles Järvinen. Yrjölä startował na tych igrzyskach również w skoku wzwyż i pchnięciu kulą, ale nie wszedł do finału.
Na igrzyskach olimpijskich w 1932 w Los Angeles Yrjölä zajął 6. miejsce w dziesięcioboju.
Trzykrotnie ustanawiał rekord świata w tej konkurencji do poziomu 6724 pkt w 1928. Był mistrzem Finlandii w dziesięcioboju w latach 1925-1927. Jego brat Ilvari był także wieloboistą i olimpijczykiem, a syn Matti miotaczem kulą.
Paavo Yrjölä zwany był Niedźwiedziem z Hämeenkyrö (Hämeenkyrön karhu).